# Ormetica
Ormetica este un gen de insecte lepidoptere din familia Arctiidae.

## Specii[1]
- Ormetica abdalsan
- Ormetica albimaculifera
- Ormetica ameoides
- Ormetica ataenia
- Ormetica bonora
- Ormetica chrysomelas
- Ormetica codasi
- Ormetica collateralis
- Ormetica contraria
- Ormetica flavobasalis
- Ormetica fulgurata
- Ormetica geometrica
- Ormetica gerhilda
- Ormetica goloma
- Ormetica guapisa
- Ormetica iheringi
- Ormetica imitata
- Ormetica interrupta
- Ormetica latania
- Ormetica longilinea
- Ormetica luteola
- Ormetica maura
- Ormetica melea
- Ormetica metallica
- Ormetica nabdalsa
- Ormetica neira
- Ormetica ochreomarginata
- Ormetica orbana
- Ormetica orbona
- Ormetica packardi
- Ormetica pallidifasciata
- Ormetica pallidinervis
- Ormetica parma
- Ormetica pauperis
- Ormetica peruviana
- Ormetica postradiata
- Ormetica praetexta
- Ormetica pratti
- Ormetica pretiosa
- Ormetica pseudoguapisa
- Ormetica rosenbergi
- Ormetica rothschildi
- Ormetica saturata
- Ormetica sicilia
- Ormetica sphingiformis
- Ormetica stenotis
- Ormetica sypalettius
- Ormetica sypilus
- Ormetica taeniata
- Ormetica taniala
- Ormetica tanialoides
- Ormetica temperata
- Ormetica triangularis
- Ormetica underwoodi
- Ormetica valera
- Ormetica vulcanica
- Ormetica xanthia
- Ormetica zenzeroides